# Klaus Müller
Klaus Müller (* 26. ledna 1953, Drážďany) je bývalý východoněmecký fotbalista, obránce, reprezentant Východního Německa (NDR).

## Fotbalová kariéra
Ve východoněmecké oberlize hrál za Dynamo Drážďany a FC Karl-Marx-Stadt, nastoupil v 99 ligových utkáních a dal 9 gólů. V letech 1973, 1976, 1977 a 1978 získal s Dynamem Drážďany mistrovský titul a v roce 1977 východoněmecký fotbalový pohár. V Poháru mistrů evropských zemí nastoupil v 10 utkáních a v Poháru UEFA nastoupil ve 2 utkáních. Za reprezentaci Východního Německa (NDR) nastoupil v roce 1976 ve 2 utkáních.

## Ligová bilance
| Ročník          | Zápasy | Góly | Klub               |
| --------------- | ------ | ---- | ------------------ |
| I. liga 1972/73 | 4      | 1    | Dynamo Drážďany    |
| I. liga 1973/74 | 9      | 4    | Dynamo Drážďany    |
| I. liga 1975/76 | 18     | 2    | Dynamo Drážďany    |
| I. liga 1976/77 | 23     | 1    | Dynamo Drážďany    |
| I. liga 1977/78 | 20     | 0    | Dynamo Drážďany    |
| I. liga 1978/79 | 8      | 1    | Dynamo Drážďany    |
| I. liga 1979/80 | 11     | 0    | FC Karl-Marx-Stadt |
| I. liga 1980/81 | 2      | 0    | FC Karl-Marx-Stadt |
| I. liga 1980/81 | 4      | 0    | Dynamo Drážďany    |
| CELKEM I. liga  | 99     | 9    |                    |